# Lena Burke
Lena Burke, el nom real del qual és Lena Pérez (l'Havana, 18 de febrer de 1978) i també coneguda com a Lena, és una pianista, compositora, intèrpret i actriu cubana.

## Carrera

### Família i primers anys
Lena és filla de la famosa cantant cubana Malena Burke, i neta d'Elena Burke “La Senyora Sentiment”.
Va interpretar al costat del cantant cubà Kiki Corona la seva cançó oficialista «És l'hora de cridar Revolució» en suport al govern de Cuba. Ha participat en els cors de nombrosos artistes, des de Plácido Domingo a Jennifer López o Alejandro Sanz. Aquest últim va descobrir les seves composicions i va apostar per la jove cubana.

### En solitari
En 2005, Lena estrena la seva carrera en solitari (Warner Music) amb un àlbum epónimo de 12 cançons, compostes per ella mateixa, entre les quals s'inclou «El teu cor», dueto amb Sanz.

### La mala
En 2008, Lena obté el rol principal en la pel·lícula biogràfica La mala, dirigida per Pedro Pérez Rosado i Lilian Rosado González, i per la qual realitza la banda sonora que conté 9 cançons de la Lupe.

### Alex, Jorge y Lena
En 2010, Lena en companyia del colombià Jorge Villamizar i l'espanyol Álex Ubago conformen l'agrupació temporal Alex, Jorge y Lena, la qual aconseguiria un gran èxit aquest mateix any després de llançar al setembre el seu primer àlbum Alex, Jorge y Lena així mateix presentant el seu primer senzill «Estar amb tu», el qual es va convertir en nombre 1 a l'Argentina i es troben en el TOP 10 a Mèxic.
El projecte de treballar junts només és paral·lel a les seves carreres en solitari i quant acabin la gira gravaran per separat.

## Discografia

### Lena(2005)
- Té 3 vídeos: "Tu corazón", "Puedo jurarlo" i "Que Sería de mi".

### La mala(2008)
- Constitueix la banda sonora de la pel·lícula La mala (2008).

### Alex, Jorge y Lena (2010)
- Col·laboració d'Álex Ubago, Jorge Villamizar i Lena Burke.

### Senzills
- "Tu Corazón (amb Alejandro Sanz)" (2005) #1
- "Puedo jurarlo" amb Deynner Steinbeck(2005) #1
- "Que Sería de Mi" (2006) #1
- "Que te Perdone Dios" (2006) #6
- "Sígueme" (2006) #10
- "Estar contigo" (2010) #1
- "La canción del pescado" (2011)

### Video Clips
- "Tu corazón" (2005) #1
- "Puedo jurarlo" (2005) #1
- "Que sería de mi" (2006) #1
- "Estar contigo" (2010)
- "La canción del pescado" (2011)
- "Les cosas que me encantan" (2012)